# Nevill Francis Mott
Nevill Francis Mott (ur. 30 września 1905 w Leeds, zm. 8 sierpnia 1996 w Milton Keynes) – brytyjski fizyk, laureat Nagrody Nobla w dziedzinie fizyki za prace nad teorią materii skondensowanej, w szczególności za fundamentalne badania teoretyczne struktury elektronowej układów magnetycznych i nieuporządkowanych.

## Życiorys
Studiował matematykę i fizykę teoretyczną w St John’s College na Uniwersytecie Cambridge. Po ukończeniu studiów prowadził badania w Cambridge wraz z Ralphem Fowlerem, w Kopenhadze z Nielsem Bohrem oraz w Getyndze z Maxem Bornem.
Nagrodę Nobla otrzymał w roku 1977 wraz z Philipem Andersonem i Johnem van Vleckiem. Laureat Medalu Copleya.